# Nicolas Glasson
Nicolas Glasson (Bulle, 27 dicembre 1817 – Friburgo, 30 maggio 1864) è stato un politico e giudice svizzero.

## Biografia
Figlio di Pierre-Joseph, fattore, e di Marie-Marguerite-Françoise Bosson. Sposò Marie-Louise-Adélaïde nata G., figlia di Claude-Joseph, prefetto di Bulle dal 1831 al 1836). Dopo il collegio Saint-Michel a Friburgo, la licenza alla scuola di diritto della medesima città nel 1848 e il brevetto di avvocato nel 1852, divenne procuratore d'ufficio (rappresentante del ministero pubblico) per il distretto di Bulle nel 1838, segretario comunale sempre nel 1838 e impiegato-capo presso l'ufficio postale di Bulle dal 1838 al 1847.
Presidente del tribunale di Bulle dal 1847 al 1848, procuratore generale dal 1852 al 1857 e giudice federale dal 1853 al 1864, fu deputato radicale al Gran Consiglio friburghese dal 1847 al 1856, al Consiglio nazionale dal 1848 al 1854 e al Consiglio degli Stati dal 1854 al 1857. Redattore presso il giornale radicale Le Confédéré, poeta locale (autore in particolare delle Stances au tilleul de Bulle), collaborò con la rivista L'Emulation e con quella della Società di studi di Friburgo. Vicino alle posizioni radicali più profilate all'inizio del regime del 1848, in seguito moderò il proprio ardore politico.